# Список эпизодов телесериала «Твин Пикс»
«Твин Пикс» — американский драматический сериал, созданный Дэвидом Линчем и Марком Фростом. Сериал начался 8 апреля 1990 года в эфире телеканала ABC в США и завершился 10 июня 1991 года. Сериал содержит в себе два сезона и тридцать эпизодов, включая полнометражный фильм. Пилотный эпизод и премьерный эпизод второго сезона длятся 90 минут, в то время, как все остальные эпизоды длительностью в 45 минут. Сериал был закрыт из-за снижения рейтингов.
«Твин Пикс» был выпущен на DVD в США в 2001-м и 2007-х годах. 30 октября 2007 года был выпущен DVD бокс-сет всего сериала, озаглавленный, как «Дефинитивное золотое издание», с дополнительным материалом. Полный комплект двух сезонов, включая фильм, был выпущен на Blu-ray 29 июля 2014 года.
По сюжету сериала, специальный агент ФБР Дейл Купер отправляется в вымышленный город Твин Пикс, штат Вашингтон, чтобы расследовать убийство ученицы средней школы Лоры Палмер. 28 августа 1992 года вышел полнометражный приквел к сериалу под названием «Твин Пикс: Сквозь огонь», в котором показаны события, приведшие к смерти Лоры.
В регулярный актёрский состав сериала входят Кайл Маклахлен в роли Дейла Купера, Майкл Онткин в роли шерифа Гарри С. Трумена, Мэдхен Амик в роли Шелли Джонсон, Дэна Эшбрук в роли Бобби Бриггза, Ричард Беймер в роли Бена Хорна, Лара Флинн Бойл в роли Донны Хейворд, Шерелин Фенн в роли Одри Хорн, Уоррен Фрост в роли доктора Уильяма Хейворда, Пегги Липтон в роли Нормы Дженнингс, Джеймс Маршалл в роли Джеймса Хёрли, Эверетт Макгилл в роли Большого Эда Хёрли, Джек Нэнс в роли Пита Мартелла, Кимми Робертсон в роли Люси Моран, Рэй Уайз в роли Лиланда Палмера, Джоан Чэнь в роли Джози Пэккард, и Пайпер Лори в роли Кэтрин Мартелл.
6 октября 2014 года было сообщено, что сериал вернётся с лимитированным сезоном на телеканале Showtime. Премьера состоялась 21 мая 2017 года. Сезон включает в себя восемнадцать эпизодов.

## Обзор сезонов
| Сезон | Сезон                     | Количество эпизодов       | Премьера первого эпизода | Премьера последнего эпизода | Телевизионная сеть | Дата выхода DVD | Дата выхода DVD  | Дата выхода DVD                 |
| Сезон | Сезон                     | Количество эпизодов       | Премьера первого эпизода | Премьера последнего эпизода | Телевизионная сеть | Регион 1        | Регион 2         | Регион 4                        |
| ----- | ------------------------- | ------------------------- | ------------------------ | --------------------------- | ------------------ | --------------- | ---------------- | ------------------------------- |
|       | 1                         | 8                         | 8 апреля 1990            | 23 мая 1990                 | ABC                | 18 декабря 2001 | 5 ноября 2002    | 7 февраля 2003                  |
|       | 2                         | 22                        | 30 сентября 1990         | 10 июня 1991                | ABC                | 3 апреля 2007   | 22 марта 2010    | 12 апреля 2007                  |
|       | «Твин Пикс: Сквозь огонь» | «Твин Пикс: Сквозь огонь» | 28 августа 1992          | 28 августа 1992             | 28 августа 1992    | 26 февраля 2002 | 17 сентября 2001 | 22 сентября 2005 8 февраля 2012 |
|       | 3                         | 18                        | 21 мая 2017              | 3 сентября 2017             | Showtime           | 5 декабря 2017  | 1 января 2018    | 28 марта 2018                   |

## Список эпизодов

### Сезон 1 (1990)
Первый сезон вышел в эфир американского телевидения 8 апреля 1990 года и состоял из восьми эпизодов. Пилот начинается с обнаружения мёртвой и завёрнутой в пластиковый пакет уважаемой ученицы средней школы, Лоры Палмер, что ошеломило жителей небольшого города Твин Пикс, штат Вашингтон. За расследование убийства берутся шериф Гарри С. Трумен и специальный агент ФБР Дейл Купер. Когда Купер поселяется в Твин Пикс, он наблюдает за жителями города, возможно причастными к убийству, каждый из которых оказывается по-своему вычурным и ловким. По мере развития событий сезона облик хорошего и спокойного города начинает увядать. Раскрываются различные секреты, обнаруживающие, что Твин Пикс не такой спокойный городок, каким кажется на первый взгляд.
| № общий | № в сезоне | Название                                                                | Режиссёр            | Автор сценария          | Дата премьеры  | Зрители США (млн) |
| --- | ---------- | ----------------------------------------------------------------------- | ------------------- | ----------------------- | -------------- | ----------------- |
| 1 | 1          | «Pilot» «Пилот»                                                         | Дэвид Линч          | Марк Фрост и Дэвид Линч | 8 апреля 1990  | 34,6              |
| Маленький городок Твин Пикс, штат Вашингтон, потрясён новостью об убийстве ученицы средней школы, Лоры Палмер (Шерил Ли), тело которой было найдено завёрнутым в полиэтилен на побережье. По просьбе шерифа Трумена (Майкл Онткин), агент ФБР — Дейл Купер (Кайл Маклахлен), приезжает в Твин Пикс, когда одноклассница Лоры, Роннет Пуласки (Фиби Августин), была замечена бродящей по мосту, после чего впала в кому. Купер видит связь между смертью Лоры и убийством другой девушки, произошедшем год назад. Найдя маленький кусок бумаги под ногтём Лоры, похожий на тот, который агент нашёл под ногтём другой ранее убитой девушки, Купер подозревает, что Палмер была убита тем же человеком. Тем временем, шериф Трумен арестовывает возлюбленного Лоры, Бобби Бригза (Дэна Эшбрук), который тайно встречается с замужней женщиной по имени Шелли Джонсон (Мэдхен Амик). Мать Лоры (Грейс Забриски) видит ужасающий сон. |            |                                                                         |                     |                         |                |                   |
| 2 | 2          | «Traces to Nowhere» «Следы в никуда»                                    | Дуэйн Данэм         | Марк Фрост и Дэвид Линч | 12 апреля 1990 | 23,2              |
| Купер продолжает расследование убийства Лоры Палмер. Допрашивают тайного друга Лоры, Джеймса Хёрли (Джеймс Маршалл). Выясняется, что дальнобойщик и наркоторговец Лео Джонсон (Эрик ДаРе), а также психиатр Лоры, доктор Джекоби (Расс Тэмблин), причастны к преступлению. Лучшие подруги Лоры, Донна Хейворд (Лара Флинн Бойл) и Одри Хорн (Шерилин Фенн), клянутся раскрыть это убийство. |            |                                                                         |                     |                         |                |                   |
| 3 | 3          | «Zen, or the Skill to Catch a Killer» «Дзен, или Умение поймать убийцу» | Дэвид Линч          | Марк Фрост и Дэвид Линч | 19 апреля 1990 | 19,2              |
| Агент Купер рассказывает Шерифу Трумену и его помощникам об уникальной методике уменьшения круга подозреваемых в убийстве Лоры Палмер. В город прибывает агент ФБР, специалист судебно-медицинской экспертизы — Альберт Розенфилд (Мигель Феррер). Ночью Дейл Купер видит странный сон, который помогает ему перевести расследование на новый уровень. |            |                                                                         |                     |                         |                |                   |
| 4 | 4          | «Rest in Pain» «Покойся с болью»                                        | Тина Рэтборн        | Харли Пейтон            | 26 апреля 1990 | 16,7              |
| Купер пытается разгадать смысл странного сна, который он видел прошлой ночью. Норма Дженнингс (Пегги Липтон) узнаёт, что её муж Хэнк (Крис Малки), отбывающий срок за непреднамеренное убийство, может условно-досрочно выйти из тюрьмы, для чего необходимо её согласие и помощь. Шериф Трумен рассказывает агенту Куперу о тайном обществе «Парни из читальни», которое борется со злом, обитающим в лесах вокруг Твин Пикса. В городок приезжает двоюродная сестра Лоры, Мэдди Фергюсон (Шерил Ли), которая внешне очень на неё похожа. |            |                                                                         |                     |                         |                |                   |
| 5 | 5          | «The One-Armed Man» «Однорукий»                                         | Тим Хантер          | Роберт Энгелс           | 3 мая 1990     | 17,4              |
| Куперу и шерифу Трумену удаётся установить местонахождение Однорукого, которого Купер видел во сне. Тем временем Джози Пэккард (Джоан Чэнь), китаянка, вдова погибшего Эндрю Пэккарда, следит за Беном Хорном (Ричард Беймер) и Кэтрин Мартелл (Пайпер Лори), которые плетут заговор вокруг лесопилки Пэккарда, и получает странное послание от Хэнка Дженнингса, который вскоре должен выйти на свободу. |            |                                                                         |                     |                         |                |                   |
| 6 | 6          | «Cooper's Dreams» «Сны Купера»                                          | Лесли Линка Глаттер | Марк Фрост              | 10 мая 1990    | 17,3              |
| Агент Купер, шериф Трумен, его помощник Хоук (Майкл Хорс) и доктор Хейворд (Уоррен Фрост) решаются на поход в глубь леса, где у старого дома встречают Даму с поленом (Кэтрин А. Колсон), которая пересказывает Куперу всё, что то «видело» в ночь убийства Лоры. В обнаруженной неподалёку хижине преступника Жака Рено (Уолтер Олкевич) найдены очередные улики. Тем временем Одри Хорн продолжает прилагать все силы, чтобы помочь агенту Куперу, для чего устраивается на работу в универмаг своего отца, в то время как Донна Хейворд и Джеймс Хёрли начинают свою линию расследования смерти Лоры, посвятив в свои тайны Мэдди Фергюсон. После очередного жестокого избиения мужем Шелли Джонсон решает отомстить Лео. |            |                                                                         |                     |                         |                |                   |
| 7 | 7          | «Realization Time» «Время осмысления»                                   | Калеб Дешанель      | Харли Пейтон            | 17 мая 1990    | 15,6              |
| Купер вместе с заправщиком и родственником Джеймса Хёрли Эдом Хёрли (Эверетт МакГилл) тайком наведываются в заведение «Одноглазый Джек», чтобы попытаться найти Жака Рено — главного подозреваемого в убийстве. Без ведома Купера и также тайком Одри Хорн отваживается сыграть роль проститутки. Тем временем Мэдди Фергюсон, Донна Хейворд и Джеймс Хёрли придумывают план, как выманить из дома доктора Джакоби и выкрасть плёнку, записанную Лорой перед смертью. Бобби Бригз, всё ещё ревнуя Джеймса из-за романа с Лорой, намерен его подставить. |            |                                                                         |                     |                         |                |                   |
| 8 | 8          | «The Last Evening» «Последний вечер»                                    | Марк Фрост          | Марк Фрост              | 23 мая 1990    | 18,7              |
| По заказу Бена Хорна, Лео Джонсон приступает к осуществлению плана, как не только сжечь лесопилку Пэккарда, но и избавиться от Кэтрин Мартелл, от своей жены Шелли и её любовника Бобби Бригза. События принимают крутой поворот, когда агент Купер успешно выманивает Жака Рено за канадскую границу, и причастность того к смерти Лоры становится очевидной. Надин Хёрли (Уэнди Роби), жена Эда Хёрли, решает покончить с собой, наглотавшись таблеток, а отец Лоры, Лиланд (Рэй Уайз), собственноручно вершит правосудие, задушив Жака Рено. Неизвестный стреляет в Купера на пороге номера Купера в отеле. |            |                                                                         |                     |                         |                |                   |

### Сезон 2 (1990—1991)
До начала сезона, в качестве промокампании, была опубликована книга «Тайный дневник Лоры Палмер». Некоторые записи из дневника были задействованы в течение всего сезона. Второй сезон вышел в эфир 30 сентября 1990 года и состоял из 22 эпизодов. В феврале 1991 года президент компании ABC Entertainment, Роберт Айгер, объявил о планах закрытия сериала на неопределённое время. В мае того же года Айгер сказал: «Маловероятно, что „Твин Пикс“ вернётся в эфир».
В начале сезона агент Купер продолжает расследование убийства школьницы Лоры Палмер. Он получает некоторые подсказки от таинственного «великана», который является агенту во сне. Новое убийство в городе приводит к выявлению убийцы Лоры. Позже Купер был отстранён от службы в ФБР на некоторое время из-за незаконного проникновения на территорию Канады, в заведение «Одноглазый Джек». Бывший агент ФБР и напарник Купера, Уиндом Эрл, сбегает из психбольницы и приезжает в Твин Пикс для противостояния с Купером. Жители города готовятся к проведению конкурса «Мисс Твин Пикс», а агент Купер вместе с шерифом Труменом пытаются раскрыть тайну Чёрного Вигвама.
| № общий | № в сезоне | Название                                                  | Режиссёр            | Автор сценария                                          | Дата премьеры    | Зрители США (млн) |
| --- | ---------- | --------------------------------------------------------- | ------------------- | ------------------------------------------------------- | ---------------- | ----------------- |
| 9 | 1          | «May the Giant Be with You» «Да пребудет с тобой Великан» | Дэвид Линч          | Сюжет: Марк Фрост и Дэвид Линч Телесценарий: Марк Фрост | 30 сентября 1990 | 19,1              |
| К лежащему на полу после огнестрельного ранения Куперу является таинственный великан (Карел Стрёйкен), который даёт агенту подсказки по расследованию. На следующий день Альберт Розенфилд прибывает в Твин Пикс, чтобы помочь Куперу в деле Лоры Палмер, а также расследовать нападение на него. Тем временем волосы Лиланда Палмера внезапно седеют, и он начинает вести себя странно. Джеймс остаётся в тюрьме после того, как его подставил Бобби, подбросив в его мотоцикл кокаин. Большой Эд ухаживает за Надин, которая после попытки самоубийства остаётся в коматозном состоянии. Лео также остаётся в коме после того, как Хэнк стрелял в него. После пожара на лесопилке Кэтрин и Джози пропадают без вести, а Шелли и Пит (Джек Нэнс), муж Кэтрин, попадают в больницу, едва сумев спастись от огня. Донна, получив записку от Дамы с поленом, решает устроиться на работу в программу «Обеды на колёсах», в которой раньше работала Лора. |            |                                                           |                     |                                                         |                  |                   |
| 10 | 2          | «Coma» «Кома»                                             | Дэвид Линч          | Харли Пейтон                                            | 6 октября 1990   | 14,4              |
| Альберт сообщает, что не смог найти никаких следов, указывающих на того, кто стрелял в агента Купера, а также говорит, что согласно проведённой им экспертизе, ни Лео, ни Жак не убивали Лору. Купер считает, что им необходимо найти «третьего человека», который был с Лорой в ночь её убийства; и по мнению специального агента им является Боб (Фрэнк Силва), человек с длинными седыми волосами, который появлялся в видениях матери Лоры. Альберт рассказывает Куперу, что вышедший в отставку бывший напарник Дейла бесследно исчез из психиатрической клиники. Бен Хорн не может решить, какую из двух бухгалтерских книг сгоревшей лесопилки нужно уничтожить. Дама с поленом просит майора Бриггза (Дон С. Дэвис), отца Бобби, передать сообщение агенту Куперу. Неизвестный азиат (Мак Такано) следит за Дейлом. Шелли навещает Лео в больнице. Лиланд говорит, что на него снизошло откровение, и теперь он счастлив. Бобби уговаривает Шелли забрать находящегося в коме Лео обратно домой, чтобы получать его страховые выплаты. Одри попадает в ловушку в казино «Одноглазый Джек». |            |                                                           |                     |                                                         |                  |                   |
| 11 | 3          | «The Man Behind the Glass» «Человек за стеклом»           | Лесли Линка Глаттер | Роберт Энгелс                                           | 13 октября 1990  | 13,7              |
| Неизвестный нападает на Ронетт в больнице, и Купер уверен, что это дело рук убийцы Лоры. Жан Рено (Майкл Паркс), брат Жака Рено и убитого Лео Бернарда Рено (Клай Уилкокс), собирается требовать у Бена Хорна выкуп за похищенную Одри. Донна знакомится с Гарольдом Смитом (Ленни Фон Долен), молодым затворником, который дружил с Лорой. Мэдди и Джеймс обсуждают перемены, происходящие с Донной. Люси (Кимми Робертсон), секретарша полиции Твин Пикс и девушка полицейского Эда (Гарри Гоаз), признаётся в том, что она беременна, Дику Тримейну (Йен Бьюкэнэн) — мужчине, с которым она тайно встречалась. Шелли решает не давать показаний против Лео. Лиланд приходит в полицию и говорит о том, что в детстве он жил по соседству с Бобом. Однорукий (Аль Штробель) приходит в участок. Надин выходит из комы. Джакоби под гипнозом называет имя убийцы Жака Рено. Донна находит тайный дневник Лоры Палмер. |            |                                                           |                     |                                                         |                  |                   |
| 12 | 4          | «Laura's Secret Diary» «Тайный дневник Лоры Палмер»       | Тодд Холланд        | Джерри Стал, Марк Фрост, Харли Пейтон и Роберт Энгелс   | 20 октября 1990  | 12,8              |
| Лиланд признаётся в убийстве Жака Рено. Энди ещё один раз сдаёт тест на бесплодие. В городе распространяются слухи о том, что в Твин Пикс едет знаменитый ресторанный критик. Жан Рено приходит к Бену и просит голову агента Купера в обмен на жизнь Одри. Купер соглашается помочь Бену и передать выкуп за Одри, не подозревая, что его заманивают в ловушку. Харольд Смит читает Донне отрывки из секретного дневника Лоры. Джози возвращается в Твин Пикс. Купер просит Гарри найти ему надёжного помощника из «Парней из читальни», чтобы тот помог ему в освобождении Одри; однако шериф сам вызывается помочь агенту. Донна и Мэдди договариваются украсть дневник Лоры у Харольда. Судья Стернвуд (Роял Дано) прибывает в город, чтобы вести процесс по обвинению Лиланда Палмера в убийстве Жака Рено. Дик Тримейн предлагает Люси сделать аборт. Таинственный азиат посещает Джози и Хэнка. |            |                                                           |                     |                                                         |                  |                   |
| 13 | 5          | «The Orchid's Curse» «Проклятие Орхидеи»                  | Грэм Клиффорд       | Барри Пуллман                                           | 27 октября 1990  | 11,4              |
| Под кроватью Купер находит записку от Одри. Судья Стернвуд признаёт Лео неспособным предстать перед судом и разрешает Шелли забрать его домой. Надин выписывают из больницы, несмотря на то что она продолжает считать себя восемнадцатилетней. Таинственный мистер Тоямура, заехавший в отель накануне, приходит к Бену с предложением стать инвестором Гоствуда. Купер решает не идти на встречу с похитителями, чтобы отдать им выкуп за Одри. После прочтения записки он уверен, что её удерживают в «Одноглазом Джо», поэтому они вместе с шерифом решают тайно пробраться в казино и спасти девушку. Энди узнаёт о том, что он способен иметь детей. Купер и Трумен отправляются в «Одноглазый Джо» и спасают Одри. Шериф становится свидетелем убийства, совершённого Жаном Рено. Хок приходит на помощь своим друзьям, когда на выходе Дейл, Гарри и Одри оказываются схваченными охранником казино. Хэнк оказывается захваченным Жаном Рено. Харольд Смит застаёт Донну и Мэдди за кражей дневника Лоры. |            |                                                           |                     |                                                         |                  |                   |
| 14 | 6          | «Demons» «Демоны»                                         | Лесли Линка Глаттер | Харли Пейтон и Роберт Энгелс                            | 3 ноября 1990    | 11,3              |
| Джеймс спасает Донну и Мэдди от обезумевшего Харольда. Купер привозит Одри домой. Бобби и Шелли узнают, что страховые выплаты Лео гораздо меньшего размера, чем они рассчитывали. Донна пытается убедить шерифа Трумена в том, что у Харольда Смита хранится тайный дневник Лоры. В город прибывает начальник Купера Гордон Коул (Дэвид Линч). Хок задерживает Однорукого, который оказывается одержимым странствующим духом по имени Майк. Мэдди решает уехать из Твин Пикса. Азиат заставляет Джози вернуться в Гонконг. Бен принимает Лиланда обратно к себе на работу. Однорукий, превратившись в Майка, говорит о том, что Боба нужно остановить, и его поиски следует начать с отеля «Грейт Нотерн». |            |                                                           |                     |                                                         |                  |                   |
| 15 | 7          | «Lonely Souls» «Одинокие души»                            | Дэвид Линч          | Марк Фрост                                              | 10 ноября 1990   | 17,2              |
| Купер и Однорукий отправляются в «Грейт Нотерн», чтобы отыскать Боба. Хок едет к Харольду Смиту и обнаруживает того повешенным; рядом с ним он находит предсмертную записку Харольда и разорванный тайный дневник Лоры. Лео, находясь в бессознательном состоянии, постоянно повторяет слова «новые ботинки». Одри говорит отцу о том, что ей известно, что именно он хозяин «Одноглазого Джо», и вынуждает его признаться в интимной связи с Лорой. Шелли сообщает Норме, что вынуждена уволиться с работы, чтобы ухаживать за Лео. Норма впервые встречается с Надин, считающей себя старшеклассницей и обладающей гигантской физической силой. Бобби находит кассету в подошве старых ботинок Лео. Одри идёт к Куперу и рассказывает о преступлениях своего отца. Трумен и Купер арестовывают Бена. Мистер Тоямура приходит к Питу и признаётся в том, что на самом деле он — это переодетая Кэтрин. Дама с поленом приходит в участок и говорит Куперу, что им нужно пойти в «Дом у дороги», там Дейл вновь видит великана. Убийца Лоры совершает очередное преступление... |            |                                                           |                     |                                                         |                  |                   |
| 16 | 8          | «Drive with a Dead Girl» «Поездка с мёртвой девушкой»     | Калеб Дешанель      | Скотт Фрост                                             | 17 ноября 1990   | 13,3              |
| Донна и Джеймс приходят в дом Палмеров, чтобы попрощаться с Мэдди, однако Лиланд говорит им, что их подруга уже уехала. В город приезжает мать Нормы (Джейн Грир)... и её новый муж Эрни (Джеймс Бут). Купер сообщает Лиланду о том, что Бен Хорн арестован по подозрению в убийстве Лоры. Бен говорит своему брату Джерри (Дэвид Патрик Келли), что единственный человек, способный подтвердить его алиби в ночь убийства Лоры, — это Кэтрин, которую все считают погибшей. Однорукий сбегает из-под охраны. Пит и Трумен начинают подозревать, что Джози — в беде и покинула Твин Пикс не по собственной воле. Пит приходит в камеру к Бену и говорит, что Кэтрин жива и хочет заключить соглашение. Бобби решает шантажировать Бена с помощью записи, найденной в ботинке Лео. Хэнк за ужином встречается с Эрни, и понимает, что они вместе сидели в тюрьме. Трумен решает предъявить официальные обвинения Бену. Тело Мэдди находят в лесу, завёрнутое в пластик. |            |                                                           |                     |                                                         |                  |                   |
| 17 | 9          | «Arbitrary Law» «Самосуд»                                 | Тим Хантер          | Марк Фрост, Харли Пейтон и Роберт Энгелс                | 1 декабря 1990   | 12,4              |
| В Твин Пикс возвращается Альберт Розенфилд, чтобы исследовать тело Мэдди. Купер просит Гарри не разглашать информацию об убийстве Мэдди и дать ему 24 часа на то, чтобы закончить дело. Энди в кафе произносит фразу из предсмертной записки Харольда, Донна случайно слышит её и вспоминает, что эту же фразу произносил мальчик (Остин Джек Линч) в доме миссис Тремонд (Френсис Бэй), которой она привозила обед. Купер и Донна отправляются в дом миссис Тремонд, но обнаруживают, что там живёт совсем другая женщина (Мэй Уильямс), которая передаёт им письмо, пришедшее на имя Донны. В письме оказываются пропавшие страницы из тайного дневника Лоры, в котором описывается тот же самый сон, что приснился агенту Куперу. Однорукий, находясь в лихорадке, говорит Куперу, что у него уже все необходимые подсказки для раскрытия дела. Кэтрин приходит к Бену в тюрьму, и тот переписывает на неё лесопилку, надеясь, что взамен она обеспечит ему алиби на ночь убийства Лоры. Лиланд и Донна узнают о смерти Мэдди. Джеймс покидает город, виня себя в смерти Мэдди. Купер собирает всех подозреваемых вместе, и благодаря расшифровке последней подсказки из своего сна понимает, что убийца - отец Лоры. Дух Боба покидает тело убийцы, который раскаивается во всём содеянном и умирает на руках Купера. Трумен, Купер, Альберт и майор Бриггз размышляют о существовании Боба и о том, куда он мог отправиться… |            |                                                           |                     |                                                         |                  |                   |
| 18 | 10         | «Dispute Between Brothers» «Спор между братьями»          | Тина Рэтборн        | Триша Брок                                              | 8 декабря 1990   | 11,1              |
| После похорон Лиланда Сара Палмер пытается осознать всё то, что произошло с её семьёй. Доктор Джакоби возвращается после отпуска на Гавайях. Купер собирается покинуть Твин Пикс. Мэр Милфорд (Джон Бойлан) ссорится со своим братом (Тони Джей) из-за того, что тот хочет жениться на юной девушке (Робин Лайвли). Хэнк знакомит Эрни с Жаном Рено. Джакоби советует Эду отправить Надин учиться в выпускной класс. Одри приходит к Куперу, чтобы попрощаться, и тот рассказывает ей о смерти женщины, которую он любил. Бобби пытается попасть на приём к Бену. Гарри дарит Куперу на прощание нашивку «Парней из читальни» и говорит, что Дейл — теперь один из них. Агент Роджер Харди (Кларенс Уильямс III) прибывает в город и обвиняет Купера в незаконном пересечении канадской границы, а также в участии в трёх убийствах, произошедших в «Одноглазом Джеке». Мать Нормы признаётся, что она и есть тот самый знаменитый ресторанный критик, чьего прибытия ждали в Твин Пиксе, и именно она написала разгромную статью о кафе собственной дочери. Джози приходит к Трумену домой. Майор Бриггз и Купер отправляются на рыбалку; ночью майор пропадает в белом сияющем свете. |            |                                                           |                     |                                                         |                  |                   |
| 19 | 11         | «Masked Ball» «Бал-маскарад»                              | Дуэйн Данэм         | Барри Пуллман                                           | 15 декабря 1990  | 12,1              |
| Купер и Трумен сообщают миссис Бриггз (Шарлотта Стюарт) о пропаже её мужа в лесу. Надин принимают в секцию по борьбе, и она влюбляется в Майка Нельсона (Гаррисон Хершбергер), друга Бобби. Джеймс знакомится с таинственной богатой женщиной по имени Эвелин Марш (Аннетт МакКарти), и она принимает его на работу и предоставляет жильё. Дик берёт под патронаж маленького сироту Никки (Джошуа Харрис). За дело по обвинению агента Купера в хранении и перевозке наркотиков берётся его старый знакомый из наркоконтроля Деннис «Дениз» Брайтон (Дэвид Духовны). Хэнк приходит к Бену и говорит ему, что «Одноглазый Джек» теперь принадлежит Жану Рено. Уиндом Эрл (Кеннет Уэлш), бывший напарник Купера, сбежавший из психбольницы, присылает Куперу кассету с угрозами. Брат мэра Дуг Мидфорд женится на Лане Баддинг. Джози просит Кэтрин защитить её. Выясняется, что Эндрю Пэккард (Дэн О`Херлихи) жив. |            |                                                           |                     |                                                         |                  |                   |
| 20 | 12         | «The Black Widow» «Чёрная вдова»                          | Калеб Дешанель      | Харли Пейтон и Роберт Энгелс                            | 12 января 1991   | 10,3              |
| Бен находится в крайне нестабильном психическом состоянии, однако нанимает Бобби, чтобы тот следил за Хэнком и Жаном Рено. Купер хочет купить недвижимость в Твин Пиксе. Начальник майора Бриггза рассказывает Куперу и Трумену, что майор изучал послания, транслирующиеся из леса. Энди и Дик узнают, что родители маленького Никки были убиты. Джеймс знакомится с Малкольмом (Николас Лав), братом и водителем Эвелин Марш. Дуглас Милфорд умирает во время первой брачной ночи, и его брат обвиняет Лану в убийстве. Купер вместе с агентом по недвижимости едут смотреть дом под названием «Ферма мёртвой собаки», в нём он находит следы наркотиков. Дик считает, что Никки хочет убить его. Эвелин целуется с Джеймсом, и в это время возвращается её муж (Джон Аписелла). Одри ворует фото, которые Бобби принёс Бену, и показывает их Куперу. Хэнк застаёт Норму и Эда, держащимися за руки. Купер и Дениз заставляют Эрна работать с ними, чтобы поймать Жана Рено. Майор Бриггз появляется так же таинственно, как и исчез. |            |                                                           |                     |                                                         |                  |                   |
| 21 | 13         | «Checkmate» «Шах и мат»                                   | Тодд Холланд        | Харли Пейтон                                            | 19 января 1991   | 9,8               |
| Майор Бриггз ничего не помнит о том месте, в котором находился, однако за его ухом появляются очень странные отметины. Энди и Дик забираются в приют, чтобы найти дело маленького Никки. Джеймс и Эвелин занимаются сексом. Отношения Шелли и Бобби дают трещину. Хэнк нападает на Эда, но Надин спасает своего мужа и избивает преступника. Бен начинает жить в своих фантазиях и удаляется от реального мира. Операция по захвату Жана Рено выходит из-под контроля, и Купер оказывается захваченным в заложники. Трумен и Брайсон спасают Дейла и захватывают преступников. Лео Джонсон приходит в себя. Злоумышленник устраивает короткое замыкание в участке и оставляет неприятный сюрприз. Купер понимает, что это дело рук Уиндома Эрла. |            |                                                           |                     |                                                         |                  |                   |
| 22 | 14         | «Double Play» «Двойная игра»                              | Ули Эдель           | Скотт Фрост                                             | 2 февраля 1991   | 8,7               |
| Одри говорит Бобби, что они должны вывести Бена из его фантазий о гражданской войне. Пришедший в себя Лео пытается убить Шелли, но Бобби спасает девушку. Доктор Хейвард рассказывает Дику и Энди о прошлом Никки. Купер говорит Трумену, что был влюблён в Кэролайн (Бренда Е. Мэтерс), жену Уиндома Эрла, и вероятней всего тот обезумел и убил её, а теперь хочет добраться до самого Купера. Мистер Марш попадает в аварию, подстроенную его женой, и Джеймс понимает, что его хотят подставить. Донна отправляется на поиски Джеймса. Мэр Милфорд приходит в участок, чтобы застрелить Лану, которую винит в смерти брата, но вместо этого влюбляется в неё. Эндрю Пэкард признаётся Питу в том, что он всё это время был жив, и сообщает ему, что Джози работает на его бывшего партнёра и злейшего врага Томаса Экхарда (Дэвид Уорнер). Купер начинает подозревать Джози в убийстве азиата - Джонатана. Экхард приезжает в Твин Пикс. Лео Джонсон убегает в лес и встречает там Уиндома Эрла. |            |                                                           |                     |                                                         |                  |                   |
| 23 | 15         | «Slaves and Masters» «Рабы и хозяева»                     | Дайан Китон         | Харли Пейтон и Роберт Энгелс                            | 9 февраля 1991   | 8,2               |
| Полиция разыскивает Джеймса по подозрению в убийстве Марша. Шелли и Бобби вызваны на допрос к шерифу в связи с нападением и побегом Лео, и Бобби признаётся Трумену, что видел, как Хэнк стрелял в Лео в ночь пожара на лесопилке. Альберт приезжает в Твин Пикс с новой информацией об Уиндоме Эрле; также он подозревает Джози в убийстве Джонатана и в покушении на Купера. Надин застаёт Эда и Норму в одной постели. Доктор Джакоби, Одри, Джерри и Бобби устраивают целое представление, чтобы вернуть Бена в реальный мир. Джеймс возвращается к Эвелин, чтобы узнать, зачем она его подставила. Купер просит Пита помочь ему провести шахматную партию против Уиндома Эрла. Шелли возвращается на работу в кафе. Уиндом Эрл удерживает Лео в заложниках. Экхарт приходит к Кэтрин на ужин и говорит ей, что хочет забрать Джози с собой. Уиндом Эрл оставляет «подарок» и ещё одну аудиозапись в номере Купера. |            |                                                           |                     |                                                         |                  |                   |
| 24 | 16         | «The Condemned Woman» «Обречённая»                        | Лесли Линка Глаттер | Триша Брок                                              | 16 февраля 1991  | 7,8               |
| Трумен сажает Хэнка в тюрьму по обвинению в покушении на убийство Лео; в ответ Хэнк утверждает, что Эндрю Пэккарда убила Джози. Альберт говорит Куперу, что результаты экспертизы показали, что в него стреляла Джози. Бен просит своего друга Джона Джастиса Уилера (Билли Зейн), прибывшего в отель, помочь ему остановить застройку Гоствуда, ссылаясь на то, что это поведёт за собой уничтожение ласок как биологического вида. Уиндом Эрл отправляет письма со странным стихотворением Донне, Одри и Шелли. Норма узнаёт, что её сестра Энни (Хизер Грэм) собирается приехать в город. Надин расстаётся с Эдом, и тот делает предложение Норме. Джеймс покидает Твин Пикс. |            |                                                           |                     |                                                         |                  |                   |
| 25 | 17         | «Wounds and Scars» «Раны и шрамы»                         | Джеймс Фоули        | Барри Пуллман                                           | 28 марта 1991    | 9,2               |
| После смерти Джози Гарри впадает в глубокую депрессию. Вскрытие тела Джози приносит больше вопросов, чем ответов. Сестра Нормы Энни, долгие годы жившая в монастыре, приезжает в Твин Пикс. Уилер и Одри идут на свидание. Очередной ход Купера в смертельно опасной шахматной партии приводит Уиндома Эрла в ярость. Джонс (Бренда Стронг), ассистентка покойного Экхарда, приходит к Кэтрин и вручает ей подарок, который очень сложно открыть. Уиндом Эрл приходит в дом к Донне, представляясь старым другом её отца. Дама с поленом замечает татуировку майора Бриггза и понимает, что у неё есть похожая; они отправляются в участок, чтобы поделиться этим открытием с Купером. Норма предлагает Шелли принять участие в местном конкурсе красоты «Мисс Твин Пикс». Купер знакомится с Энни, и между ними возникает симпатия. Бен устраивает модное шоу, посвящённое защите ласки от вымирания, однако оно проходит совсем не так, как планировалось. Джонс проникает в дом Гарри и ложится к нему в постель. |            |                                                           |                     |                                                         |                  |                   |
| 26 | 18         | «On the Wings of Love» «На крыльях любви»                 | Дуэйн Данэм         | Харли Пейтон и Роберт Энгелс                            | 4 апреля 1991    | 9,2               |
| Джонс пытается убить Гарри. Одри и Уилер понимают, что их тянет друг к другу. Гордон Коул приезжает в город с информацией о том, что Уиндом Эрл работал вместе с майором Бриггзом в проекте «Синяя книга». Также Коул восстанавливает Купера в ФБР. Уиндом Эрл планирует убить победительницу конкурса «Мисс Твин Пикс». Донна следит за своей матерью Эйлин (Мэри Джо Дешанель), которая наносит таинственный визит Бену Хорну. Гордон Коул обнаруживает, что отлично слышит Шелли без использования слухового аппарата. Энни случайно видит изображения татуировок майора Бриггза и Дамы с поленом, нарисованные Купером на салфетке, и говорит, что видела точно такой же узор в Пещере сов. Уиндом Эрл под видом преподавателя знакомится с Одри в библиотеке. Купер, Трумен, Хок и Энди отправляются в Пещеру сов, где случайно обнаруживают таинственную наскальную живопись. Купер сталкивается с Энни в баре и флиртует с ней. Уиндом Эрл спускается в пещеру сов и разгадывает тайну наскальной живописи. |            |                                                           |                     |                                                         |                  |                   |
| 27 | 19         | «Variations on Relations» «Вариации в отношениях»         | Джонатан Сэнгер     | Марк Фрост и Харли Пейтон                               | 11 апреля 1991   | 7,9               |
| Купер и компания вновь спускаются в Пещеру сов и понимают, что там кто-то был. Уиндом Эрл заманивает к себе музыканта (Тед Рейми) из гастролирующей малоизвестной группы и рассказывает ему историю о Белом и Чёрном вигвамах. Пит случайно помогает Кэтрин открыть загадочную коробку, полученную ею от Джонс, но внутри оказывается следующая коробка. Лана просит мэра Милфорда, чтобы он сделал её победительницей конкурса «Мисс Твин Пикс». Энни и Купер идут на свидание. Купер узнаёт, что Уиндом Эрл послал девушкам стихотворение, он рассказывает Гарри, что именно это стихотворение он однажды отправил Кэролайн. Майор Бриггз соглашается разузнать информацию о том, что именно делал Уиндом Эрл в проекте «Голубая книга». Купер понимает, что Лео Джонсон работает вместе с Уиндомом Эрлом. Шелли, Люси, Донна, Надин и Лана подают заявки на участие в конкурсе «Мисс Твин Пикс». Майк объясняет Бобби, почему он встречается с Надин. Коул приходит попрощаться с Шелли. Донна хочет узнать, что происходит между её матерью и Беном Хорном. Дик Тримейн становится ведущим вечера дегустации вин в отеле «Грейт Нотерн». Уиндом Эрл оставляет полиции свою следующую жертву и сообщение для Купера: «В следующий раз это будет кто-то, кого ты знаешь». |            |                                                           |                     |                                                         |                  |                   |
| 28 | 20         | «The Path to the Black Lodge» «Тропа в Чёрный Вигвам»     | Стивен Джилленхол   | Харли Пейтон и Роберт Энгелс                            | 18 апреля 1991   | 7,4               |
| Бобби извиняется перед Шелли за то, что уделял ей мало внимания, и вновь признаётся ей в любви. Купер предупреждает Шелли, Одри и Донну, что письма им прислал Уиндом Эрл, и они находятся в опасности. Майор Бриггз показывает Куперу запись, на которой Уиндом Эрл докладывает о своих поисках Чёрного вигвама. Донна находит фотографии, на которых запечатлены её мать и Бен Хорн. Уилер вынужден покинуть Твин Пикс из-за смерти своего близкого друга. Лео пытается защитить Шелли. Доктор Хейворд просит Бена держаться подальше от своей жены. У многих жителей города начинают дрожать руки. Пит видит призрак Джози. Уиндом Эрл берёт майора Бриггза в плен, колет ему наркотическое вещество, и одурманенный майор рассказывает, каким образом найти путь к вигваму. Эндрю и Кэтрин удаётся открыть коробку только для того, чтобы обнаружить в ней следующую. Надин соглашается дать развод Эду. Одри, узнав об отъезде Уилера, мчится за ним в аэропорт. Купер приглашает Энни на танцы, где она сообщает ему о своём намерении участвовать в конкурсе «Мисс Твин Пикс». Купер вновь видит Великана на сцене, который качает головой и пытается о чём- то предупредить агента. Уиндом Эрл понимает, что наскальная живопись, открытая им в Пещере сов, — это карта, по которой можно добраться до вигвама. Боб появляется во плоти.                                                                                  |            |                                                           |                     |                                                         |                  |                   |
| 29 | 21         | «Miss Twin Peaks» «Мисс Твин Пикс»                        | Тим Хантер          | Барри Пуллман                                           | 10 июня 1991     | 10,4              |
| Уиндом Эрл делает последние приготовления для исполнения своего коварного плана. Люси выбирает отца для своего ребёнка. Лео освобождает майора Бригза, за что получает суровое наказание от Уиндома Эрла. Купер понимает, каким образом можно попасть в Чёрный вигвам. Энни и Дейл признаются друг другу в любви. Кэтрин и Эндрю наконец открывают последнюю коробку и находят в ней таинственный ключ. Донна узнаёт, что Бен Хорн — её настоящий отец. Энни становится победительницей конкурса «Мисс Твин Пикс», и Уиндом Эрл похищает её. Энди говорит Куперу, что наскальная живопись из Пещеры сов — это карта. |            |                                                           |                     |                                                         |                  |                   |
| 30 | 22         | «Beyond Life and Death» «По ту сторону жизни и смерти»    | Дэвид Линч          | Марк Фрост, Харли Пейтон и Роберт Энгелс                | 10 июня 1991     | 10,4              |
| Агент Купер идёт вслед за Уиндомом Эрлом и Энни в Чёрный вигвам. Надин получает мешком с песком по голове и возвращается в состояние, в котором она пребывала до попытки самоубийства. Эндрю и Пит приходят в банк, чтобы открыть ключом, найденным в коробке, депозитную ячейку; в то же время Одри решает устроить там акцию гражданского неповиновения, в ячейке оказывается бомба, подрывающая банк. Бен Хорн приходит к Хейвордам, где между ним и хозяином дома происходит драка. Бобби предлагает Шелли выйти за него замуж. Сара Палмер передаёт майору Бриггзу сообщение. В Чёрном вигваме Купер лицезреет жуткие образы Лоры, Боба, Великана и других, после чего «продаёт» свою душу в обмен на освобождение Энни из Вигвама Бобу, который уже убил Эрла. Из Вигвама выходит Энни, настоящий Купер остаётся в Вигваме, в то время как его злой клон выходит в Твин Пикс. |            |                                                           |                     |                                                         |                  |                   |

### Лимитированный сезон (2017)
Действия лимитированного сезона происходят в наши дни, спустя 25 лет после финала второго сезона. Каждый эпизод сезона был написан Дэвидом Линчем и Марком Фростом. Первоначально планировалось, что сезон будет состоять из девяти эпизодов, однако после повторных переговоров Линча и телеканала Showtime, было заказано ещё столько же эпизодов, а Линч подтвердил то, что он выступит режиссёром каждой серии. Третий сезон вышел в эфир 21 мая 2017 года и состоит из 18 эпизодов.
| № общий | № в сезоне | Название                                                               | Режиссёр   | Автор сценария          | Дата премьеры   | Зрители США (млн) |
| ------- | ---------- | ---------------------------------------------------------------------- | ---------- | ----------------------- | --------------- | ----------------- |
| 31      | 1          | «Часть 1» «У моего бревна для вас сообщение»                           | Дэвид Линч | Марк Фрост и Дэвид Линч | 21 мая 2017     | 0.506             |
| 32      | 2          | «Часть 2» «Звезды вращаются и время предстает в своем истинном облике» | Дэвид Линч | Марк Фрост и Дэвид Линч | 21 мая 2017     | 0.506             |
| 33      | 3          | «Часть 3» «Просьба о помощи»                                           | Дэвид Линч | Марк Фрост и Дэвид Линч | 28 мая 2017     | 0.195             |
| 34      | 4          | «Часть 4» «... навевает кое-какие воспоминания»                        | Дэвид Линч | Марк Фрост и Дэвид Линч | 28 мая 2017     | 0.195             |
| 35      | 5          | «Часть 5» «Материалы дела»                                             | Дэвид Линч | Марк Фрост и Дэвид Линч | 4 июня 2017     | 0.254             |
| 36      | 6          | «Часть 6» «Не умри»                                                    | Дэвид Линч | Марк Фрост и Дэвид Линч | 11 июня 2017    | 0.270             |
| 37      | 7          | «Часть 7» «Здесь действительно есть тело»                              | Дэвид Линч | Марк Фрост и Дэвид Линч | 18 июня 2017    | 0.294             |
| 38      | 8          | «Часть 8» «Огоньку не найдется?»                                       | Дэвид Линч | Марк Фрост и Дэвид Линч | 25 июня 2017    | 0.246             |
| 39      | 9          | «Часть 9» «Это - стул»                                                 | Дэвид Линч | Марк Фрост и Дэвид Линч | 9 июля 2017     | 0.355             |
| 40      | 10         | «Часть 10» «Лора - избранная»                                          | Дэвид Линч | Марк Фрост и Дэвид Линч | 16 июля 2017    | 0.267             |
| 41      | 11         | «Часть 11» «Там, куда ты идешь, огонь»                                 | Дэвид Линч | Марк Фрост и Дэвид Линч | 23 июля 2017    | 0.219             |
| 42      | 12         | «Часть 12» «Let's Rock»                                                | Дэвид Линч | Марк Фрост и Дэвид Линч | 30 июля 2017    | 0.240             |
| 43      | 13         | «Часть 13» «Что это за история, Чарли?»                                | Дэвид Линч | Марк Фрост и Дэвид Линч | 6 августа 2017  | 0.280             |
| 44      | 14         | «Часть 14» «Мы похожи на живущих во сне»                               | Дэвид Линч | Марк Фрост и Дэвид Линч | 13 августа 2017 | 0.253             |
| 45      | 15         | «Часть 15» «Есть некоторый страх в том, чтобы отпустить»               | Дэвид Линч | Марк Фрост и Дэвид Линч | 20 августа 2017 | 0.329             |
| 46      | 16         | «Часть 16» «Ни стука, ни звонка в дверь»                               | Дэвид Линч | Марк Фрост и Дэвид Линч | 27 августа 2017 | 0.267             |
| 47      | 17         | «Часть 17» «Прошлое управляет будущим»                                 | Дэвид Линч | Марк Фрост и Дэвид Линч | 3 сентября 2017 | 0.254             |
| 48      | 18         | «Часть 18» «Как тебя зовут?»                                           | Дэвид Линч | Марк Фрост и Дэвид Линч | 3 сентября 2017 | 0.240             |